# Zaitao
Zaitao (23 juin 1887 – 2 septembre 1970), est un prince et un haut fonctionnaire d'état de la période tardive des Qing. Fils de Yixuan, demi frère de l'empereur Guangxu, il était l'oncle du dernier empereur Puyi.
Le titre de garde de la nation de seconde classe lui est conféré par l'empereur Guangxu et il devient inspecteur officiel. En 1909, il devient consultant dans le département militaire. Les années suivantes, il effectue des visites diplomatiques dans 8 pays: Japon, États-Unis, Royaume-Uni, France, Allemagne, Italie, Autriche et Russie. Et effectue des formations militaires. En mai 1910, il devient ambassadeur de Chine au Royaume-Uni et assiste aux funérailles d'Edouard VII.
En 1911, il prend la charge de la direction de la garde impériale, puis est recruté par l'armée nationaliste pour ensuite être membre du comité consultatif du peuple et membre du congrès lors de l'arrivée de la Chine populaire. Il effectue une formation à l'école de cavalerie de Saumur pour devenir ensuite consultant de l'artillerie équestre dans l'armée chinoise.
Notamment amateur d'opéra, il joue quelques pièces avec Li Wanchun comme maître.
Il meurt à Pékin en 1970 à 82 ans.